# بریت آونلی
بریت آونلی (انگلیسی: Berit Aunli؛ زادهٔ ۹ ژوئن ۱۹۵۶) اسکی‌باز صحرانوردی اهل نروژ بود.